# Blues di mezzanotte
Blues di mezzanotte (Too Late Blues) è un film del 1961 diretto da John Cassavetes.

## Trama
Un pianista di jazz ingenuo e idealista lascia il suo gruppo e la fidanzata cantante, incapace di resistere alle difficoltà, e diventa un musicista di successo ma meno originale. Ma tornerà per amore della sua donna e per ricostruire la band.

## Critica
Il Mereghetti. Dizionario dei film (1993): **
«... nel complesso l'anticonformismo del film risulta un po' pretenzioso.»